# Snowboarding
Snowboarding er en vintersport, hvor man står på et bræt (modsat ski; to brædder) ned af en sneklædt bakke. Brættet, der kaldes et snowboard (Lit: sne-bræt), ligner tilnærmelsesvis et surfbræt eller skateboard, hvor sporten også har sit ophav i. Snowboarding foregår ofte i særlige anlæg, også kaldet "parks". Her er den almindelige bakke udstyret med hop, rails (skinner), bænke og halfpipe, der tillader udøverne (snowboarders) at gennemføre tricks.
Snowboarding er ideelt til off-pist. Et snowboard er nemlig nemmere af manøvrere uden for pisten, end ski er, ligesom boardets store overflade sikrer, at udøveren ikke går gennem sneen. Snowboarding har været på det olympiske program siden 1998.